# James Plunky Branch

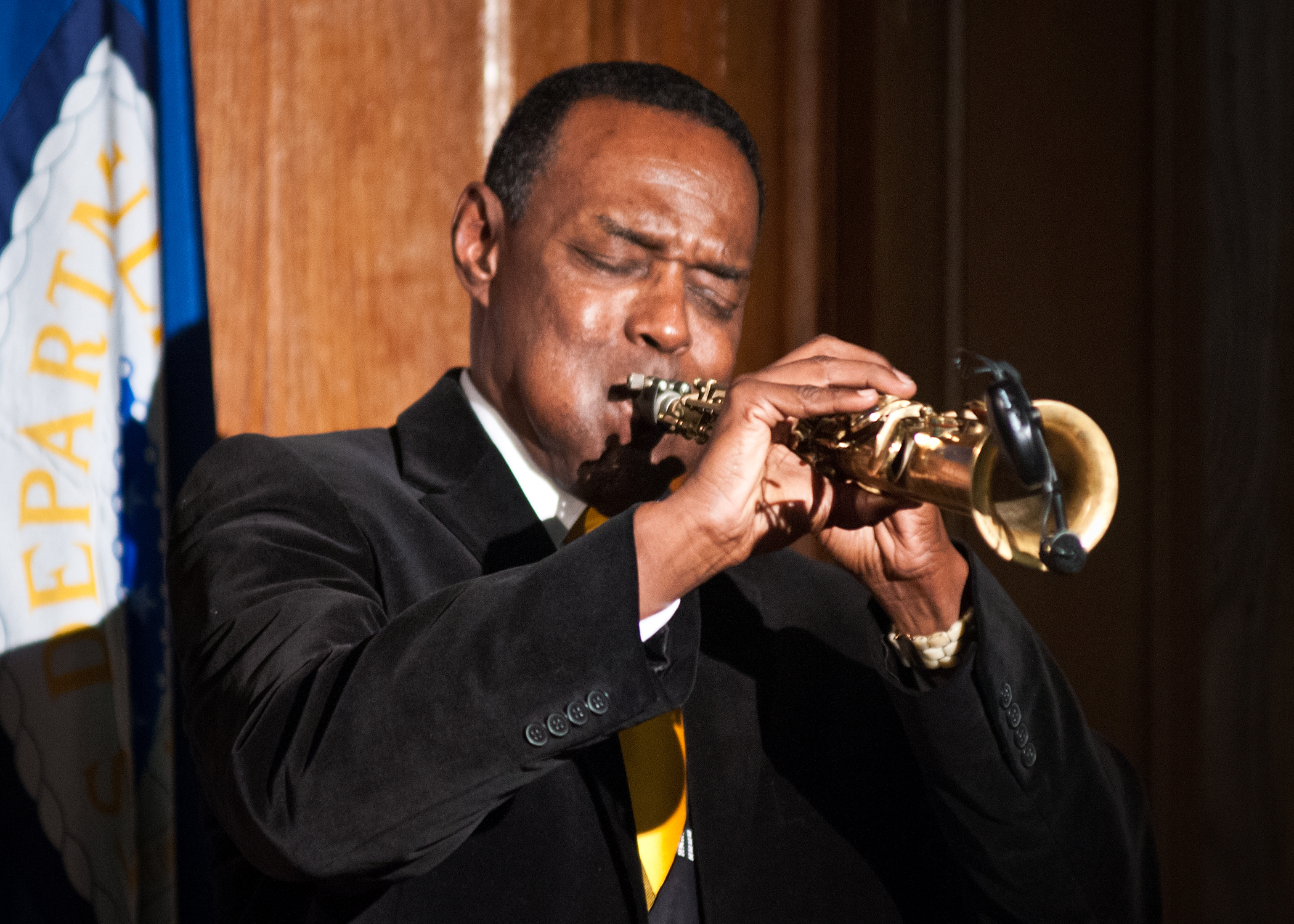
James Plunky Branch, 2012

James „Plunky“ Branch (auch Plunky Nkabinde, * 1947 in Richmond (Virginia)) ist ein US-amerikanischer Jazz, Funk- und R&B-Musiker (Holzblasinstrumente), der als Musikproduzent das Label Black Fire Records führte.

## Leben und Wirken
Branch wurde in den nach Bevölkerungsgruppen getrennten Schulen seiner Geburtsstadt ausgebildet. Er besuchte die Columbia University in New York City. 1971 zog er nach San Francisco, wo er die Gruppe Juju gründete, eine Musikgruppe, die Rhythm & Blues, Jazz, Soul und afrikanische Einflüsse verband. 1972 wirkte er bei Aufnahmen von Pharoah Sanders mit, zu hören auf dem Alben Love in Us All  und Wisdom Through Music. 1973 legte er das Album A Message from Mozambique (Strata-East Records) vor. Als Branch und seine Gruppe Mitte der 1970er-Jahre nach Richmond zurückkehrten, haben sie dort weiter aufgenommen und gespielt, zuletzt als Plunky & Oneness. 1982 erreichte ihr Song „Every Way But Loose“ die Top 10 der Londoner Soul-Musik-Charts. Branch war 1978 Gründer der Richmond Jazz Society.
Branch hat über sein unabhängiges Plattenlabel mehr als 20 Alben veröffentlicht, neben den eigenen Produktionen (Oneness of Juju) auch Musik von Okyerema Asante (Drum Message, 1977), Lon Moshe & The Southern Freedom Arkestra (Love Is Where the Spirit Lie’s, 1977), Byard Lancaster (My Pure Joy, 1992) und Hamiet Bluiett (Bearer of the Holy Flame, 1983). Er arbeitete außerdem als Studiomusiker, unter anderem für die Sitcom The Cosby Show. Im Bereich des Jazz war er laut Tom Lord zwischen 1972 und 1992 an 17 Aufnahmesessions beteiligt, u. a. auch mit Hamiet Bluiett (Nali Kola, 1987). Ferner schrieb er hunderte von Songs und produzierte den Dokumentarfilm Under the Radar - A Survey of Afro-Cuban Music. Des Weiteren hielt er an der Virginia Commonwealth University Vorlesungen über afroamerikanische Musik und leitete das Jazz Ensemble der Virginia Union University. Er erhielt Jazzstipendien von der National Endowment for the Arts und wurde vom Gouverneur in eine Task Force berufen, um den Wert staatlicher Kunstfinanzierung in Virginia zu untersuchen. Branch fungierte als Artist in Residence und trat an öffentlichen Schulen im ganzen Bundesstaat auf. 2012 wurde er zu einem der lebenden Erbe des Public-School-Systems von Richmond ernannt.